# Флоренский, Александр Александрович
Александр Александрович Флоренский(7 марта 1888 или 7 [19] марта 1888, Тифлис — 24 сентября 1938, Сусуман) — российский и советский геолог, археолог, этнограф, внештатный сотрудник Петрографического института, брат философа П. А. Флоренского. В 1925 открыл цинковое месторождение Квайса. В честь А. А. Флоренского ботаником Ю. Н. Вороновым был назван тюльпан Tulipa florensky.

## Биография
Родился 7 (19) марта 1888 года[уточнить]в Тифлисе, окончил там гимназию.
С 1911 года обучался на естественном отделении Санкт-Петербургского университета, с последнего курса добровольцем уходит в царскую армию, воевал на турецком фронте. Проявил героизм при отступлении русской армии из Вана под натиском турецко-курдской армии, спасая оставленных женщин от резни и насилия. Проводил описание археологических памятников Армении. Позднее, на Западном фронте состоял в метеорологическом подразделении князя Б. Б. Голицына, занимался прогнозом погоды в связи с оценкой возможностей газовых атак, также вёл археологические исследования.
В начале 20-х годов — курсант РККА.
В 1922 году вернулся в родной Тифлис с Красной Армией и был демобилизован. Работал учителем естествознания и садоводства в трудовой школе. Его ученики Г. П. Барсанов, В. П. Петров, Е. К. Устиев, Г. Г. Леммлейн в будущем стали известными геологами и соратниками своего школьного учителя, а Устиев называл себя приёмным сыном Флоренского.
В том же 1922 году поступил вольнослушателем в Тифлисский университет, написал и защитил диплом. В 1922/23 учебном году становится ассистентом кафедры минералогии Тифлисского университета. В тот период проживал в доме покойного отца, Александра Ивановича, на углу Кирочной и Николаевской улиц. На кафедре минералогии работал под началом Александра Антоновича Твалчрелидзе.
Полевые сезоны 1924—1925 годов он со своими учениками проводит в изыскательной группе в Южной Осетии. С 1927 года на регулярной работе в Южной Осетии, где возглавляет геологический отдел Совета народного хозяйства. Открыл Квайсинский свинцово-цинковый рудник. Пользовался поддержкой председателя ЦИК Южной Осетии, А. М. Джатиева.
В 1928 году написал письмо академику Вернадскому о притеснении жителей южной Осетии со стороны Грузинской республики. Автор письма в правительство о недопустимости продажи за рубеж национальных культурных ценностей Кавказа: оружия, серебра, фарфора, ковров.
В 1930-е годы вел исследования в Нахичеванском районе, позднее в Сибири.

### Репрессии
В феврале 1937 года Флоренский и Устиев, были арестованы по обвинению в «контрреволюционном заговоре» и отправлены в Бутырскую тюрьму. Постановлением ОСО при НКВД СССР от 2 июня 1937 осужден на 5 лет лагерей в лагере Сеймчан (Колыма), далее был переведён в посёлок Сусуман, вместе с Устиевым работали на оловянных приисках.
Умер в конце 1937 года (или 24.09.1938) от сердечного приступа (по другим данным — истощения), есть версия о расстреле в декабре 1938 года.
Реабилитирован 23 апреля 1956 года.